# Дандр
Дандр (устар. Дендр, Дендер; нидерл. Dender, фр. Dendre, валлон. Tinre) — река в Бельгии, правый приток Шельды. Длина — около 65 километров. Протекает по территории провинций Эно и Восточная Фландрия.
В прошлом Дандр был очень загрязнённой рекой, однако в последние годы ситуация значительно улучшилась благодаря принятым природоохранным мерам.
На Дандре стоят шесть городов: (от истока к устью): Ат — Лессин — Гераардсберген — Нинове — Алст — Дендермонде.
Название реки происходит от кельтского слова tanara, означающего «бурная».

## География
Дандр образуется в городе Ат при слиянии рек Восточный Дандр и Западный Дандр (или Малый Дандр). Устье Дандра — в городе Дендермонде (название которого в переводе означает не что иное, как «устье Дандра»). Раньше устье находилось в центре города, но в настоящее время это устье засыпано, новое устье устроено к западу от города. Это новое устье отгорожено от Шельды шлюзами, поэтому, в отличие от Шельды, Дандр не подвержен влиянию приливов.
Питание реки в основном дождевое (на 91 %), с чем связан непостоянный характер течения. Во время обильных дождей расход воды может достигать 116 м³/с, если же дождей выпадает мало, например летом, расход может снижаться до всего 0,4 м³/с.
От других рек Фландрии Дандр отличается значительным перепадом высот. В верхнем течении реки перепад составляет 78 см/км, в среднем — 28,5 см/км. Минимальное значение перепада высот (в районе Дендермонде) составляет 20 см/км.
Среднее значение перепада высот на реке — 55 см/км (высота истока — 40 м, устья — 4 м, длина — 65 км)

## Течение
Истоки Дандра в городе Ат (провинция Эно). Далее река течёт по территории провинции Эно через город Лесин. За Лесином, рядом с посёлком Овербуларе, Дандр пересекает границу провинции, и протекает далее по Восточной Фландрии. Первый восточно-фламандский город на Дандре — Герардсберген. Далее Дандр протекает через город Нинове и посёлки Дендерлеув и Лидекерке, которые отделяются друг от друга рекой (Дендерлеув лежит на левом берегу Дандра, Лидеркерке — на правом). Следующий крупный населённый пункт на реке — город Алст.
Между Нинове и Дендерлеув Дандр образует границу между Восточной Фладрией и Фламандским Брабантом.
За Алстом характер реки меняется. Если до Алста Дандр меандрирует, то между Алстом и Дендермонде русло спрямлено, и здесь Дандр представляет собой искусственный канал. На этом участке нет ни одного населённого пункта, расположенного непосредственно у берега реки, так как после спрямления реки старые прибрежные посёлки оказались в стороне от Дандра.
С 1978 года, когда было прорыто новое устье, Дандр не протекает через центр Дендермонде, хотя старое русло в центре города сохранилось, теперь оно отделено от нового и является рукотворной старицей.

## Объекты на Дандре

### Шлюзы
Всего на Дандре имеется двенадцать шлюзов. Из них четыре расположено на территории провинции Эно, семь на территории Восточной Фландрии, а один шлюз расположен там, где Дандр образует границу между Восточной Фландрией и Фламандским Брабантом.

## Судоходство
В настоящее время русло Дандра спрямлено и канализировано почти на всём своём протяжении. Дандр судоходен для небольших судов грузоподъёмностью до трёхсот тонн, хотя судоходство по Дандру нельзя назвать интенсивным. Несколько старых грузовых судов, переоборудованных для перевозки пассажиров, используются в летние месяцы для прогулок по Дандру.
Посредством каналов Блатон-Ат и Ними-Блатон-Перонн суда с Дандра могут попасть в Турне и Монс.

## Экологическая обстановка
До середины XX века Дандр был довольно чистой рекой. В его водах обитали многочисленные рыбы разных видов, в том числе угри, караси, язи и щуки. На берегах реки жили выдры. Однако начиная с шестидесятых годов в связи с ростом промышленности, которая сбрасывала грязную воду в реку без очистки, ситуация драматически ухудшилась. Дандр стал одной из самых грязных рек Бельгии. Рыбы практически исчезли, а вода реки издавала зловоние. В Герардсбергене вода реки нередко была покрыта пеной химического происхождения.
Эта ситуация вызвала протест экологических организаций и людей, живших поблизости от реки. Начиная с 1994 года начались планомерные работы по улучшению экологического состояния реки. В результате к концу девяностых годов сброс неочищенных промышленных и канализационных вод в реку прекратился, так как были построены очистные сооружения (самые крупные — в Герардсбергене, Галмардене, Зандбергене, Нинове, Лидеркерке, Алсте и Дендермонде).
Эти мероприятия привели к значительному улучшению экологической обстановки. В начале XXI века Даднр опять стал богат рыбой. Теперь в реке живут окуни, плотва, лещи, карпы, караси.
Улучшение экологического состояния реки способствует росту рекреационного потенциала Дандра, что положительно сказывается на развитии туризма.